# Sergeal Petersen

a Compétitions nationales et continentales officielles uniquement.

Dernière mise à jour le 19 février 2019.
Sergeal Phillipe Petersen  (né le 1er août 1994 à Humansdorp) est un joueur international sud-africain de rugby à XV, qui joue au poste d'ailier et représente l'État libre d'Orange sous les couleurs de la Western Province en Currie Cup et des Stormers en Super Rugby.

## Biographie
Il joua pour les Eastern Province Kings de 2007 à 2012. Ses performances lui valurent d'être sélectionné chez les internationaux de moins de 18 ans.
Il participa ensuite à la coupe du monde junior en 2013. 
Il rejoint les Cheetahs de l'Etat libre d'Orange en 2015 et s'impose en finale de la Currie Cup en 2016 (en) face aux Blue Bulls sur le score de 36 à 16, rencontre où il inscrit un essai.

## Carrière internationale
En 2013, il est appelé dans le groupe de joueurs devant représenter l'équipe d'Afrique du Sud de rugby à sept pour le tournoi de Dubaï, mais il n'est finalement pas retenu.
En octobre 2016, il est appelé par Allister Coetzee chez les Springboks pour préparer les matchs internationaux de la tournée de novembre en Europe.

## Palmarès

### En club
- Vainqueur de l'United Rugby Championship en 2022 avec les Stormers.